# Hip-hop français
 (octobre 2022).
Le hip-hop français ou rap français est un courant musical hip-hop apparu en France au milieu des années 1980 sur le modèle du hip-hop américain.
Le mouvement prend rapidement de l'ampleur dans les années 1990. Cette décennie voit apparaître les pionniers du hip-hop français, comme MC Solaar, Suprême NTM, IAM, Lionel D, Rudlion, Assassin, Les Little, Destroy Man, Jhony Go, Soon E MC, Dee Nasty, Soul Swing, EJM, Saliha, New Génération Mc, Sens Unik, Nec Plus Ultra, Ministère A.M.E.R, Tout simplement noir, Démocrates D, Timide et Sans Complexe, SLEO, D Abuz System, Idéal J et les Sages Poètes de la rue.
La deuxième génération, entre 1990-2000, est constituée d'artistes comme La Cliqua, Ménélik, Alliance Ethnik, Fabe, Secteur Ä, Oxmo Puccino, Busta Flex, Time Bomb, Fonky Family, Ärsenik, X-Men, Lunatic, Dicidens, 3e Œil, Chiens de paille, Scred connexion, La Clinique, Kaaris, Expression Direkt, Le Délit, Mafia Trece, Psy4 de la rime, La Brigade, 113, La Rumeur, Mafia K'1 Fry. La période correspondant à la montée en puissance de cette génération est considérée comme l'âge d'or du rap français.
La troisième génération, présente depuis 2010 jusqu'à aujourd'hui est constitué de rappeurs tels que PNL, Jul, Niska, SCH, Ninho, MHD, Werenoi, Gazo, 4keus, SDM, Koba LaD, Maes, 1PLIKÉ140.  
S'il est profondément inspiré par les codes du rap américain, le genre a su acquérir une personnalité propre, oscillant entre revendications socio-politiques, messages positifs ou festifs et objectifs commerciaux.
La France possède en 2022, selon un article de la SACEM, la culture hip-hop la plus active de toute l'Europe, avec un marché hip-hop qui n'est dépassé que par celui des États-Unis.

## Histoire

### Premiers rappeurs et émergence dans les médias (1979-1990)
L'apparition du rap en France remonte à la diffusion de Rapper's Delight, premier titre rap de renommée mondiale, sorti en septembre 1979 par le groupe américain The Sugarhill Gang. Cependant, si aux États-Unis le rap était avant tout une pratique urbaine qui s'est ensuite diffusée dans les médias, le cheminement a été inverse en France : selon l'universitaire Sébastien Barrio, le rap « s’est d’abord infiltré dans les médias pour ensuite se répandre dans les banlieues et les quartiers défavorisés, bref dans la rue ». Cette dynamique se confirme en 1982, lorsque l'animateur de radio Phil Barney, de Carbone 14, rappe sur les disques, et en 1984, avec la diffusion par la chaîne TF1 de l'émission nommée H.I.P. H.O.P. animée par Sidney, qui popularise pour la première fois en France la culture hip-hop, dont le rap. Lorsque celle-ci prend fin, à la fin de l'année 1984, le rap est considéré comme un phénomène de mode sur le déclin. Cependant, Bernard Zekri, jeune journaliste proche du magazine Actuel, établit des ponts entre New York et Paris en organisant le premier concert hip-hop en France avec le New York City Rap Tour, puis en produisant des disques tels que Change the beat (renommé en France Une sale histoire) (Beside et Fab Five Freddy, 1982), The Wildstyle (Time Zone/Afrika Bambaataa, 1983) et Odéon (Beside et Bernard Fowler, 1983).
Au cours des années 1980, plusieurs artistes de variété sans grand lien avec la culture hip-hop ont sorti des titres de rap ou contenant des parties rappées : Chacun fait (c'qui lui plaît) (Chagrin d'amour, 1981), Vacances j'oublie tout (Élégance, 1982), La Danse des Mots (Jean-Baptiste Mondino 1983), Paris Latino (Bandolero, 1983), Qu'est-ce qu'il a d'plus que moi ce negro là?) (Krootchey, 1984), Et je smurfe (Annie Cordy, 1984), Wally boule noire (François Feldman, 1984), ou encore Je suis miné (Gérard Jugnot, 1985).
Toutefois, en dehors des médias, une scène rap parisienne avait déjà émergé via les sessions open-mic hebdomadaires pendant les après-midi du Bataclan de 1982 à 1983 et de la Grange-aux-Belles de 1983 à 1987, animés par DJ Chabin. On y retrouve Daddy Yod, Destroy Man, Domy Rapper T, Gary Gangster Beat, Jhony Go, JND, Lionel D, Mikey Moseman, Mystic Man, Pablo Master, Richy, etc. Les free jams organisées au terrain vague de la Chapelle en 1986 par Dee Nasty permettent aussi une certaine émulation entre rappeurs (MC Shooz, Lionel D, Jhony Go, MC Iron 2, Destroy Man, etc.). Les soirées Chez Roger Boite Funk, au Globo, de 1987 à 1988, mettent en scène de nombreux rappeurs qui se feront connaître ensuite médiatiquement (Nec Plus Ultra avec Assassin, Lionel D, New Generation MC, Saliha (rap), Sheek, Timide & Sans Complexe, etc.). La diffusion médiatique du rap en France s'appuie d'abord sur Radio Nova, radio pirate créée en 1980 et spécialisée sur les musiques nouvelles et expérimentales, également sur des émissions rap hebdomadaires comme sur Radio 7 avec Rapper Dapper Snapper animées par Sidney (1981-1984, puis 1986), ou encore avec Ben NY Show sur RDH, animées par Dee Nasty et Bad Benny (1982-1984).
Plus tard, de 1988 à 1990, Radio Nova consacre une émission entière sur le rap (le Deenastyle) animée par celui qui sera reconnu plus tard comme le parrain du rap français, Lionel D, et par Dee Nasty. Une vraie compétition entre rappeurs s'instaure pendant le Deenastyle, dans la tradition d'ego trip du hip hop. De nombreux rappeurs comme Assassin, Criminal Posse (SLEO), EJM, les Little, MC Solaar, Moda, New Generation MC, Puppa Leslie, Rico, Saxo, Styler (Passi), Suprême NTM, ou encore Timide & Sans Complexe réalisent leurs premières improvisations musicales et verbales en direct (dites freestyles).
À Marseille, en 1986, Akhenaton et Kheops forment avec NMB, MCP One et Sudio le groupe Lively Crew. Le groupe a lieu le 23 mars 1986 à la MJC Corderie à Marseille, lors d'un festival ragga-reggae sur invitation du Massilia Sound System. Sur scène, trois des membres se produisent : Kheops, Akhenaton (qui rappe en anglais) et Sudio. Toujours avec Kheops, l'année suivante le Lively Crew ne compte plus que deux membres : Akhenaton et Kheops. Il forme ensuite avec Shurik'n et Kephren le groupe B-Boy Stance qui devient IAM en 1988 avec les arrivées d'Imhotep la même année et de Freeman. Parallèlement, leur première apparition discographique a lieu sur le titre This is the B Side, face B du vinyle Let's Make Some Noise des Choice MC's donc seul Akhenaton qui s'appelait à cette époque sous le nom Chill Phil pose sur ce morceau, ce qui en fait le premier featuring rap franco-américain sorti en 1988. Dans la fin des années 1980, se forme le groupe de rap Soul Swing & Radical composé initialement de Faf Larage (alors nommé Dope Rhyme Sayer), de DJ Rebel et de Def Bond (Grand Organisateur DEF).

### Médiatisation et âge d'or (1990-2000)

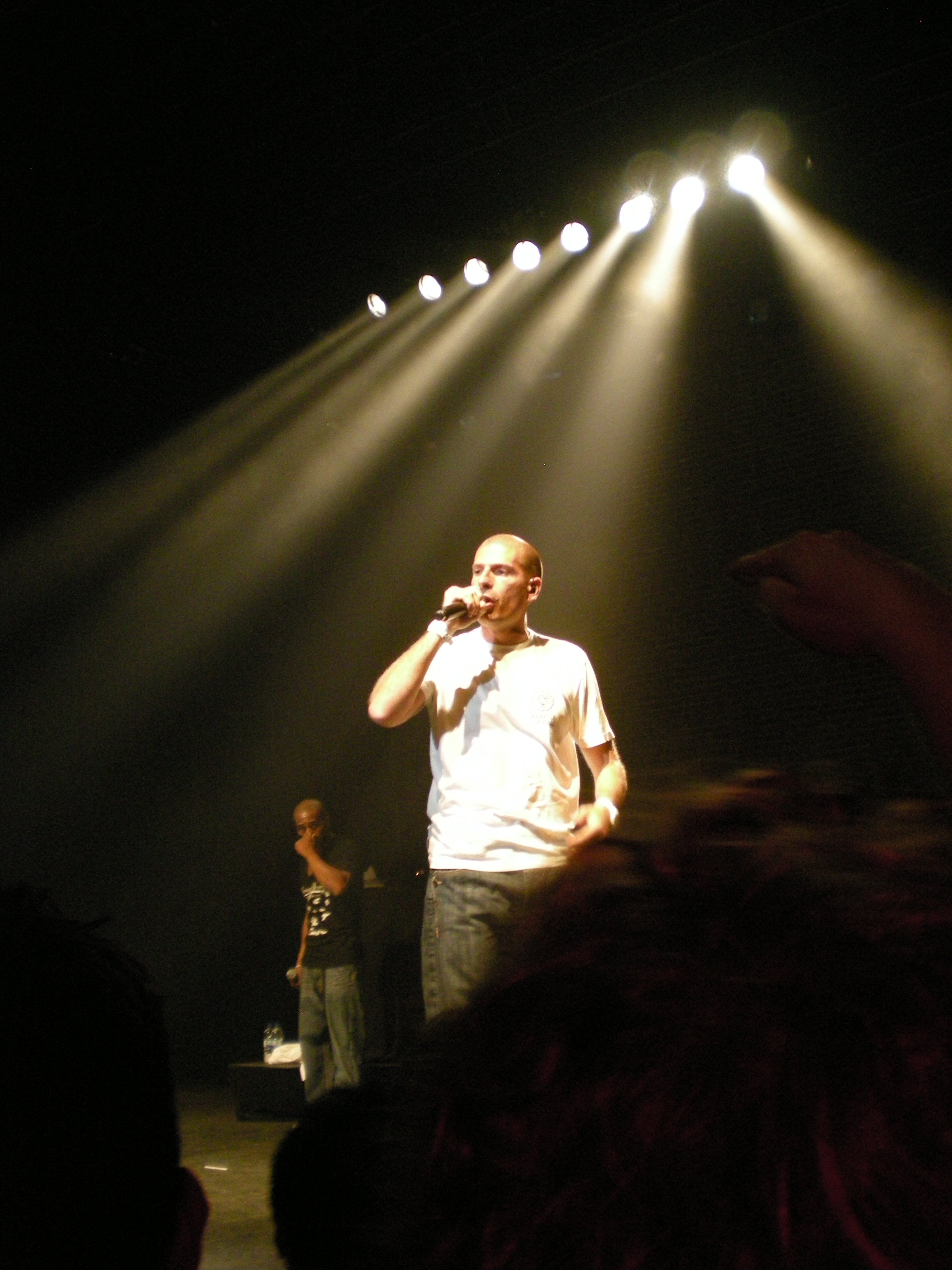
IAM, figure du rap français.

Le début des années 1990 est riche pour le rap français avec la sortie d'une dizaine d'albums francophones dont les artistes s'associent explicitement au rap. L'artiste le plus connu est alors MC Solaar, « qui par son style frais et nouveau, basé sur la poésie, contribua à crédibiliser et à populariser le rap en France, aussi bien au niveau du public que des médias ». Son album Qui sème le vent récolte le tempo commercialisé en 1990 est un succès vendu à plus de 400 000 exemplaires. D'autres artistes connaîtront également un véritable succès (NTM, IAM, Assassin) ou accèderont à une notoriété plus relative (Bouducon Production, Destroy Man, EJM, Lionel D, Little MC, Ministère A.M.E.R., Saliha (rap), Sens Unik, Timide et Sans Complexe). La médiatisation du rap se poursuit également avec l'émission « Rapline » créée en 1990 et présentée par Olivier Cachin, qui aborde l'actualité rap américaine et française ; l'émission participera à l'émergence de nombreux artistes et restera à l'antenne durant trois ans et demi,. La compilation Rapattitude du producteur Benny Malapa permettra de lancer des artistes parmi les plus importants de la décennie tel que NTM, IAM ou Assassin. Dans le sillage de ces artistes, des beatmakers majeurs vont également émerger comme Cut Killer ou Jimmy Jay.
La profusion d'artistes et d'albums (l'universitaire Karim Hammou recense ainsi environ 450 albums de rap interprétés en français et distribués sur le territoire français de 1990 à 2004) témoigne non seulement de la diversité du rap français, mais aussi d'une appréciation diverse des artistes sur leurs créations respectives. L'universitaire Laurent Béru relate ainsi qu'une scission se crée entre les différents artistes dès leurs premiers succès discographiques des années 1990 entre ceux qui diffusent un discours positif d'espérance, et ceux qui rejettent le « consensus conformiste » et propagent des appels à la révolte (ne serait-ce qu'intellectuelle), ces derniers pouvant généralement être rattachés au courant dit « hardcore ». Cette distinction persiste encore de nos jours. Le milieu de la décennie 1990-2000 est marqué par l'émergence de groupes issus de structures de production indépendantes. Certains obtiendront un succès certain, parmi les plus notables, on peut citer la Cliqua ou plus tard Lunatic. C'est dans cette optique d’indépendance que la scène, dite de Rap Conscient, se développe et des artistes émergent comme la Rumeur suivant la voie ouverte par Assassin. Un collectif en particulier, le Time Bomb diables rouges, avec la Yusiness les X-Men, Pit Baccardi, Oxmo Puccino, Lunatic, révolutionnera le rap français. À cette époque, les mélodies sont souvent samplées et les rappeurs les exploitent par le biais de rimes souvent en « é » simplement placées en seize mesures. Time Bomb marque cette décennie, en alliant dans la forme une écriture technique jouant les assonances et les allitérations; et dans le fond au moyen de fictions. Ce style d'écriture s'est ensuite largement répandu dans le hip-hop français.
Une certaine rivalité entre Paris et Marseille, née de l'opposition souvent faite entre NTM et IAM, crée une émulation dans la communauté hip-hop au cours de cette période (voir article : Hip-hop à Marseille pour en savoir plus). Cela s'ajoute aux succès commerciaux comme MC Solaar, et l’avènement d'une scène indépendante marquée par le projet Time Bomb, amenant l'industrie du disque à s’intéresser de plus en plus à la scène du rap français alors que celle-ci était restée relativement frileuse jusqu'alors[réf. nécessaire]. Certains collectifs signés en major comme Secteur Ä connaissent un succès retentissant. Un certain nombre de magazines spécialisés apparaissent : des projets collectifs fleurissent sous forme de compilations comme L 432 ou encore les projets première classe, dans la veine de Time Bomb,. La fin des années 1990 voit émerger beaucoup de brillants groupes ou collectifs franciliens tels que la Ärsenik, ATK, Triptik, La Caution, la Mafia K'1 Fry, la Mafia Trece, le secteur Ä, Scred Connexion ou, à Marseille, avec la Fonky Family. La scène rap hexagonale se développe également au-delà de ces deux villes en France, notamment avec le groupe KDD à Toulouse ou encore le groupe N.A.P à Strasbourg. Entre 1990-2000 le rap français est dominé esthétiquement par l'influence de l'école new-yorkaise, et le style East Coast caractérisé par des samples de jazz ou de soul sur des rythmes réguliers de 90 BPM aussi appelé Boom bap, le tout agrémenté de scratchs[réf. nécessaire]. Certains groupes ajoutent des influences musicales africaines ou asiatiques, notamment IAM. Cependant, d'autres artistes comme le groupe Ministère A.M.E.R. préféreront puiser leurs influences dans le style West Coast, marqué par des flows et des instrumentaux plus nonchalants utilisant notamment le synthétiseur ou des boucles de guitares basses.

### Nouvelle vague et crise (2000-2010)

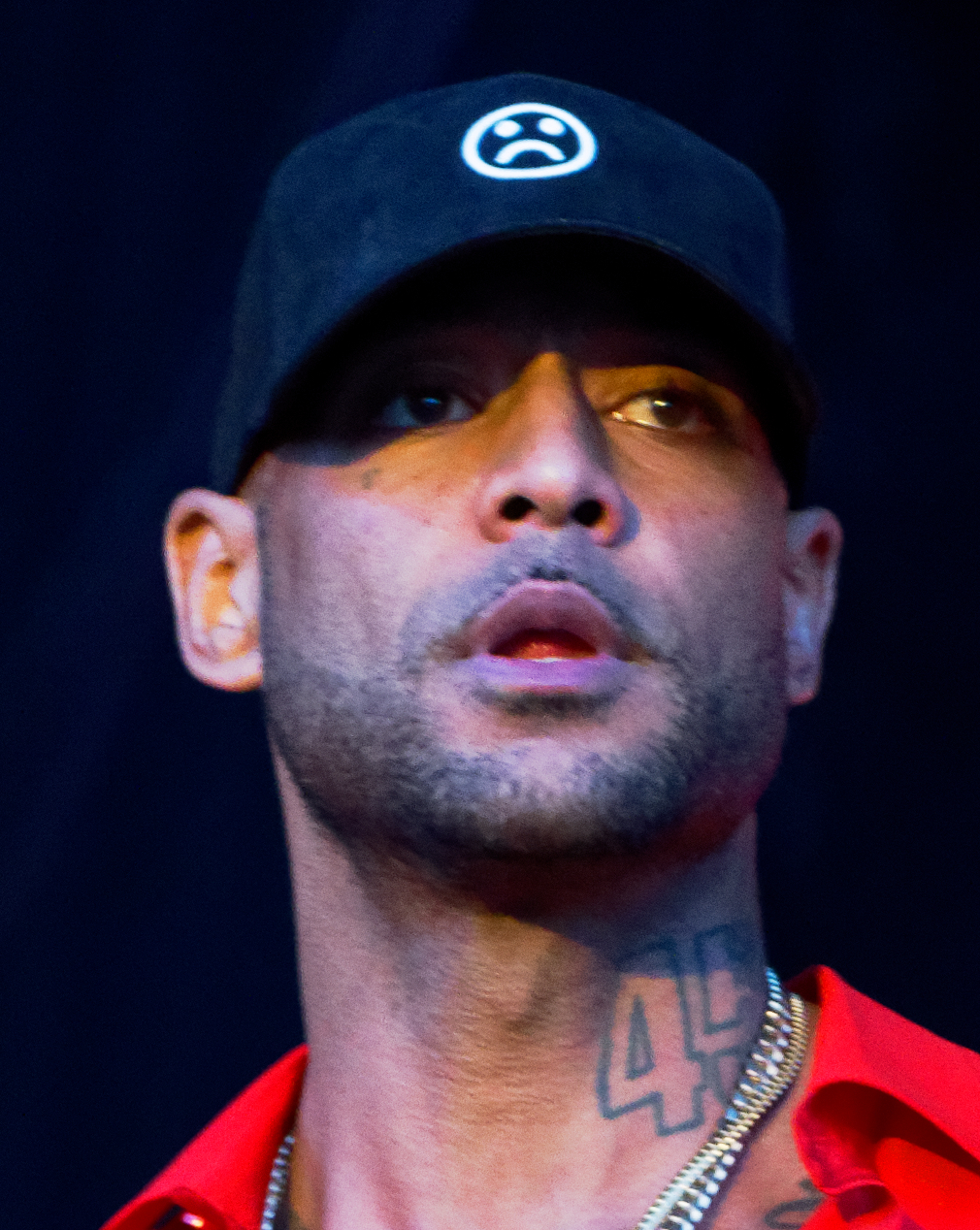
Booba rappeur français.

L’avènement d'un important marché pour le rap en France durant la fin de la décennie 1990-2000 amène l'apparition de nouveaux artistes qui marqueront le début de la décennie suivante. On peut citer notamment Rohff, Booba, La Fouine, 113, Disiz, Triptik, Diam's, Kamelancien, Kery James, Mafia K'1 Fry, Nessbeal, Psy 4 de la rime, Rim'K, Sefyu, Sinik, Sniper ou Soprano. L’esthétique du rap français des années 2000 évolue, les scratchs sont progressivement abandonnés et on préfère au Boom Bap des breaksbeats aux rythmiques plus rapides et saccadées, et dans des instrumentaux davantage inspirés par la musique électronique. Après 2005, sous l'impulsion d'artistes phares comme Booba, Rohff ou La Fouine, le style Dirty South va commencer à s'imposer avec son imagerie Gangsta. Parallèlement, durant toute la décennie se développe une scène dite de « rap de rue » caractérisé par des instrumentaux minimalistes et dont les textes reflètent le quotidien du ghetto, la violence et le trafic de drogue. Des artistes comme Alibi Montana, LIM, Tandem ou encore le Ghetto Fabulous Gang participent à cette tendance.
Cette décennie est perçue par certains amateurs de rap comme une période de décadence où la part-belle est faite à l'individualisme et au matérialisme via l'Egotrip systématique au détriment d'un message à caractère social voire politique qui avait fortement imprégné le rap des années 1990. Il a notamment reproché aux médias spécialisés mais aussi généralistes d'avoir donné une image caricaturale du rap en préférant promouvoir les artistes les plus sulfureux. On reproche également au gangsta rap inspiré par la vague Dirty South et, dans une moindre mesure, au rap de rue, de glorifier la violence et l’économie parallèle, ce qui contribue à ghettoïser le rap français en l'excluant des médias généralistes. Cette période de crispation, aggravée par la crise du disque, est marquée par une certaine rivalité interne entre artistes et un cloisonnement des styles de rap et de leurs publics respectifs. Les morceaux de « clash » se développent, notamment entre Booba, Dam16, Kamélancien, La Fouine, Rohff, Sinik, et Tunisiano, et le rap commercial est de plus en plus conspué par les artistes comme Keny Arkana, Casey (rappeuse), Bambi Cruz et indépendants du système médiatique audiovisuel comme Skyrock notoirement à partir du milieu des années 1990. Une rivalité se met également en place entre « rap de rue », ou rap « racailleux », et le gangsta rap inspiré par la vague Dirty South et par sons et imageries basés sur les gangs afro-américains, le premier reprochant au second son inauthenticité et sa soumission aux américains, et ce dernier lui rétorquant que l'influence américaine est logique dans une musique née aux États-Unis et reprochant au « rap de rue » sa piètre qualité et une certaine ringardise.[réf. nécessaire]
Cette période est en effet marquée par une prise de distance avec le rap américain chez un certain nombre d'artistes tant pour l'image qu'il véhicule que par rapport à la politique étrangère menée par les États-Unis alors présidée par George W. Bush, particulièrement impopulaire dans les banlieues française. Les références à l'Islam se font également de plus en plus présentes chez certains rappeurs comme Akhenaton (rappeur), Ali ou Médine, ou encore chez ceux critiquant le Nouvel ordre mondial (théorie du complot) comme Rockin' Squat. Il est devenu plus difficile de s’exprimer ainsi depuis les attentas du 11 septembre 2001 car ces propos pourraient  être accusées d'apologie du terrorisme. Aujourd'hui, en 2023 cela concerne notamment  NTM          « J'appuie sur la gâchette »,voire des artistes carrément controversées comme Freeze Corleone.

### Amorce d'un renouveau (2010-2014)
Vers la fin des années 2000 et au début des années 2010, le rap français continue à évoluer et à se diversifier. C'est à cette période que le style commence à se fragmenter, via l'émergence de plusieurs sous-genres musicaux, toujours influencé par la musique américaine.
Premièrement, le hip-hop français reste attaché au style gangsta, largement popularisé au cours de la décennie précédente, Booba, Rohff, La Fouine, Mister You, Mac Tyer ou Sefyu en seront les principaux acteurs au début des années 2010. C'est également à cette époque que la trap, va faire son arrivée en France d'abord via Kaaris, puis par des artistes tels Booba, Gradur, Lacrim et Niro.
C'est aussi à cette époque que nous verrons un regain en popularité du rap conscient : Youssoupha, Sinik, Médine, Kery James, Keny Arkana, Disiz, qui à travers leurs textes, cherchent à transmettre des messages politiques, sociaux.
Enfin, le début des années 2010, via l’avènement de nouveaux médias sur Internet et le développement croissant des réseaux sociaux permettra à de nouveaux artistes de se faire connaitre, comme le groupe 1995 ou Orelsan. Cette nouvelle génération, qui a su s'affranchir du système de distribution conventionnel de la musique, continue d'innover artistiquement, affranchie des codes classiques du mouvement.
De nouvelles initiatives diverses essayant de renouer avec les fondamentaux du Hip-Hop se mettent en place : des ligues de « Battles » a cappella comme Rap Contenders inspirée des ligues Word Up! au Québec, des freestyles à thèmes comme Piège de Freestyle ou encore d'exercice de style avec thème imposé comme les Partiels de Punchline.

### Le second âge d'or (2015-2019)
Dès l'année 2015, le rap français entame un renouveau. Le 4 décembre de cette année là sortiront les albums Nero Nemesis de Booba, la réédition de Feu de Nekfeu, My World de Jul et Rohff Game de Rohff. Le Monde Chico de PNL, et la mixtape A7 de SCH sont d'autres exemple d'album sorti en 2015. Si Booba perfectionne son art sur un album principalement à sonorité trap, PNL, Nekfeu et SCH sortent leurs premiers albums et mixtapes. Ces derniers deviendront les têtes d'affiche du rap français pour les années suivantes,,.

Durant ces années, le rap dit street profitera lui aussi de cette nouvelle vague de popularité grâce à des rappeurs tel que: Kaaris, Gradur ou Niska.

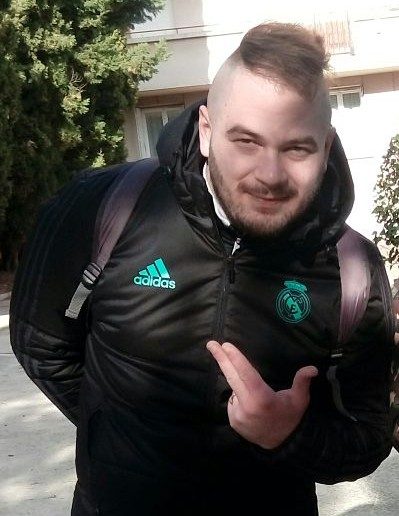
Jul, ici en 2018 est devenu le plus gros vendeur de disques de l'histoire du rap français en 2020.

Si jusque là le rap français était largement inspiré par le rap américain, c'est à cette période qu'une fracture va se créer : Jul va proposer des musiques d'avantage inspirées par le raï et l'eurodance, proposant un style unique, propre à lui, et deviendra l'un des plus gros vendeurs de musiques en France, tout style confondu.
Le groupe PNL aura lui aussi su s'affranchir des codes du rap français, en démocratisant le cloud rap.
La pandémie de covid 19 et le confinement qui s'en suivi, coïncideront avec la fin de cette âge d'or, mais permettront à une multitude de rappeurs de se lancer cette musique. 

## Variantes
S'il est fréquent que les artistes évoluent d'un « genre » à l'autre, voire mélangent les styles au sein d'un même album, y dévoilant une certaine richesse et hétérogénéité, dès le début des années 1990 on peut distinguer quelques « constantes » dans le rap français.

### Rap alternatif
« Dès que ce terme est créé, ils nous mettent tous dedans, que ce soient des projets aussi différents que TTC ou la Caution... »

— Gérard Baste, La Story du Rap Français, 30 ans de succès - documentaire diffusé sur CStar en 2016.
À la fin des années 1990, parallèlement à l'apparition du format « rap et R'n'B » de la radio Skyrock, plusieurs rappeurs innovent, avec de nouvelles sonorités, mélangeant les styles de musique, inventant de nouveaux concepts et de nouvelles façons de rapper. Les précurseurs sont Zoxea (Sages Poètes de la Rue), Triptik, Oxmo Puccino, Lone, Les X Men (Time Bomb) et La Yusiness ainsi que Busta Flex. Matt Moerdock, Explicit Samouraï ou encore Hocus Pocus, Sly the Mic Buddah et avec Sir Samuel forment au même moment le collectif Saïan Supa Crew, dont certains refuseront de coller l'étiquette de rap, malgré les performances des MC qu'ils resteront jusqu'à aujourd'hui, à cause de leur ouverture sur tous les styles de musique : bossa nova, funk, jazz, ragga, reggae, rock, soul, zouk. Les rappeurs de La Caution mélangent quant à eux leur flow particulier à de la musique à tendance plutôt électronique, tout en gardant un véritable esprit rap.
Ainsi on peut présenter le rap alternatif comme un rap ouvert sur le reste de la musique, touchant ainsi un large public d'une manière différente des groupes radiophoniques, préférant l'esprit underground de la scène musicale française. En 2023, le rap alternatif est représenté aussi bien par des MC aux textes obscurs : L'Atelier, travaillé comme MC Patarovic, une nouvelle tendance étant le retour à l'utilisation d'instruments pendant les concerts. Les groupes représentant ce mouvement impliquent ATK, Cyanure, Charly Greane, Donkishot, DSL, Eko Lsa, FRER 200, Gravité Zéro, Grems Aka Supermicro, James Delleck, Klub des loosers, La Caution, Le Jouage, Les Gourmets, L'Armée des 12, L'Atelier, MAP, 1995, Octobre rouge, Rocé, Svinkels, TTC.
En 2014, le documentaire Un jour peut-être, une autre histoire du rap français réalisé par Romain Quirot, Antoine Jaunin et François Recordier, revient sur ce mouvement.

### Rapegotrip
Dans ce type de textes, le rappeur cherche à s'autoproclamer de la manière la plus flamboyante possible comme l'unique prodige du rap, son leader incontestable. Il crée le côté clash du rap français (le fait de s'affronter à coup de paroles percutantes derrière un micro). Les adeptes de ce style sont nombreux car il permet d'écrire des rimes libres sans se soucier d'avoir un thème à structurer en discours. L'egotrip est construit sur l'accumulation de punchlines (phrases-chocs), dont le but est de marquer l'esprit et d'emporter l'adhésion de l'auditeur.
Les rappeurs connus dans ce style sont Seth Gueko, Sexion d'Assaut, Rohff, Ol Kainry, L'Skadrille, La Fouine, Dany Dan, 113, Booba, Ärsenik. On notera que la majorité des rappeurs a plus ou moins eu recours à l'egotrip au cours de sa carrière, pour s'affirmer au sein d'une discipline où la compétition "virile" reste une donnée de base.

### Rap gangsta
Souvent surnommé rap bling bling (« Bling-bling » étant un idéophone du bruit qui est produit par les longues chaînes en or qu'ont ces rappeurs), quant à lui, désigne un type de rap faisant, de manière plus ou moins volontaire et explicite, l'apologie de valeurs telles que l'individualisme, la consommation ostentatoire, l'argent et du machisme. Sa sonorité renvoie au gangsta rap (en français, rap de gangster) de la côte ouest des États-Unis créé par le NWA et au rap Dirty South. Généralement, ses protagonistes se défendent en disant que les valeurs qu'ils prônent sont celles que les jeunes des quartiers populaires n'ont pas d'autre choix d'adopter, au vu des conditions de vie qui sont les leurs. Au XXIe siècle en France le rappeur Booba peut être considéré comme l'archétype d'un tel rap qu'il a amené en France en 2005.
À ne pas confondre : les variantes du rap, tel que le Crunk, l'egotrip ou le Dirty ne contenant pas forcément des paroles bling-bling.

### Rap hardcore

#### Contenu
Plus cru au niveau des textes qui évoquent le vécu des artistes ou le rejet des valeurs établies, le rap hardcore est assez peu présent dans les grandes maisons de disques et se développe plutôt dans des studios indépendants permettant d'éviter le formatage du circuit des maisons de disques. Très critique et revendicatif, il rejette le système social et économique avec parfois des propos violents et explicites. Particulièrement agressif vis-à-vis de la police et de certaines institutions, le rap hardcore a connu une évolution.
La plupart critiquent le système, la police ou la justice, et revendiquent le fait que la société est nuisible, voire hostile, ce qui peut expliquer la promotion difficile de leurs albums. En effet, les labels acceptant de les « signer » sont pour la plupart indépendants et ont des moyens moins importants que les majors.

#### Histoire
Ces origines viennent du rap East Coast à la fin des années 1980 à Philadelphie. Les premiers artistes furent Schoolly D ainsi que des rappeurs originaires de New York tels que Public Enemy ou Boogie Down Production. Ce sont les premiers à parler de la pauvreté, de l’abus d’alcool, de la drogue, des violences de rue, des guerres de gangs et des crimes dans leurs textes en leur attribuant un message politique et revendicatif. Au début des années 1990, ce genre de rap gagna en célébrité avec l’arrivée de rappeurs tels que Cypress Hill, Ice Cube, Ice-T. Le rap hardcore devint ainsi synonyme du rap West Coast. Néanmoins des groupes originaires de New York tels que le Wu-Tang Clan, Onyx, Nas, M.O.P. ou encore Mobb Deep réinventent une nouvelle fois le rap hardcore. Ce rap se caractérise par de la soul, des samples, du jazz ou des battements minimalistes[réf. nécessaire].
Durant les années 1990 et au début des années 2000, le rap hardcore se démocratise et prend une dimension plus commerciale avec l'arrivée d'artistes tels que Big Pun, DMX, The Notorious B.I.G. ou encore Tupac.

#### France
En France, le rap hardcore prend de l'ampleur avec le groupe Suprême NTM (Kool Shen et JoeyStarr) dans la fin des années 1980 avec des textes crus et engagés.
Alors qu'il ne se ressentait que dans le fond et dans le flow au départ avec des artistes comme Ministère A.M.E.R., Suprême NTM ou Tout simplement noir, il a connu une évolution avec l'arrivée de groupes comme Mafia K'1 Fry, Lunatic, La Cliqua, Ideal J, Dicidens, 113, Ärsenik, etc.
Le rap hardcore est différent du rap conscient et du gangsta rap : contrairement au rap conscient qui a un message politique et un certain espoir, le rap hardcore montre la dure vie des banlieues que ses pratiquants acceptent et vivent avec comme Lunatic et ses textes nihilistes et son aversion pour la société. Quant au gangsta rap, il montre une certaine richesse et apologie de la réussite personnelle que ne représente pas le rap hardcore.

### Rap lyrical (rap poétique, rap jazz)
Le sample est à l'honneur au début des années 1990 et les groupes de rap n'hésitent pas à emprunter des échantillons musicaux de Soul Music, de Jazz et de Funk pour agrémenter leur propre musique.
Le texte prend une importance et les rappeurs hexagonaux veulent rivaliser avec la créativité de groupes américains tels A Tribe Called Quest, De La Soul, Gang Starr. MC Solaar semble le précurseur de ce genre de rap en France et connaît un succès dans les années 1990.
Une compilation nommée Les Cool Sessions révèle entre autres Démocrates D, MC Janik, Ménélik, les Sages Poètes de la Rue, Lucien, SLEO... À l'instar de Common ou de Mos Def aux États-Unis, en France le flambeau du rap poétique est repris par Oxmo Puccino, Rocé etc. La décennie du rap poétique (1990 - 2000) est considérée par beaucoup comme l'âge d'or du Rap français car elle a représenté l'alliance de la sonorité et du rythme ambient. Des groupes comme Suprême NTM ou IAM ont également écrit de nombreux morceaux qui pourraient rentrer dans cette catégorie.

### Rap politique
Aussi appelé rap conscient, il est une chronique de la vie sociale porteuse d'un message d'opinion, cet aspect du mouvement tend à dénoncer des injustices tout en responsabilisant son public. Se considérant comme des porte-voix des groupes socio-culturels dont ils sont issus, ils s'adressent à tous. Ces artistes abordent des thèmes pouvant être très vastes (oppression, écologie, injustice, racisme, immigration, extrême-droite, problèmes d'identité) se rapprochant par là de la devise aux sources du hip-hop : Peace, Love, Unity and Having Fun. Les rappeurs de ce style sont NTM, Assassin et IAM dont font partie Alien K., Empathik, Kabal, Médine, Rockin' Squat, V-laskes et Doc Starrduck.
Il ne faut pas sous-estimer l'importance de certains rappeurs dans l'évolution de la société française au sujet de certains sujets sensibles[réf. nécessaire]. Pendant les émeutes de banlieue de 2005, Axiom écrit (après Renaud et Boris Vian) Ma lettre au Président dont l’accompagnement est samplé sur La Marseillaise. Il s’en prend alors à Nicolas Sarkozy et la classe dirigeante en général et reprend un thème : l’appel à une 6e République. Il reçoit une réponse du président de l'époque Jacques Chirac. Il est alors considéré comme un porte-parole des quartiers populaires, considération qu'il refuse.
Des rappeurs comme Mac Tyer ou Despo Rutti abordent aussi des sujets, comme le passé esclavagiste et colonisateur de la France. Les rappeurs « conscients » se voient avant tout comme des journalistes des banlieues, estimant que les médias donnent un aperçu très partiel de leurs quartiers.
Le rap conscient essaie de rétablir une vérité loin des clichés sur les banlieues, essayant ainsi de redonner des repères universels aux jeunes en général et aux jeunes des quartiers sensibles en particulier.
L'émergence d'artistes comme Keny Arkana ou Médine ou encore Kery James a redoré le blason d'un style dont la finalité s'est quelque peu perdue à l'avantage d'un style egotrip et moins porteur d'espoir. Aujourd'hui, le rap engagé est davantage porté par des rappeurs indépendants tels que Skalpel, Réplik2Parias ou encore Kash Leone.

### Rap zumba
Le rap zumba est né d'une phrase du rappeur Rohff à la suite de son altercation en novembre 2013 avec Gims sur Twitter par rapport à son album Subliminal qui contenait des sonorités pop. Il désigne une forme de rap dansant, issu de plusieurs genres musicaux (rumba congolaise ,zouk, kizomba, afrobeats, raï, pop latine) popularisé et démocratisé en France par Jul, Gims et Booba. Aujourd'hui, c'est l'un des genres les plus populaires car le plus diffusé par les médias, cela ayant permis au rap de devenir la musique n°1 auprès des jeunes.

## Présence féminine
Les premières femmes à avoir eu du succès en France sont sans doute B-Side (Odéon) au milieu des années 1980, Mais elles sont aux limites du rap et de la chanson et ne jouissent pas d'une reconnaissance totale dans le mouvement hip-hop à la différence de Saliha qui apparaît sur la première compilation de rap français Rap'attitude. Dans le milieu des années 1990, des rappeuses comme B-love (sur Rap Aptitude 2), Lady Laistee, Melaaz, Sté Strausz et Princess Aniès apparurent.
Une étape importante est certainement la réussite commerciale de Diam's, artiste qui semble avoir su s'adapter aux contraintes commerciales pour toucher un large public avec un album vendu à plus de 800 000 exemplaires. Sur le plan thématique, elles ne se différencient généralement pas des groupes masculins (ou mixtes), cependant leur émergence permet l'apparition de nouveaux sujets tels que le féminisme, l'homosexualité, la place des femmes dans les banlieues et la société ou la violence conjugale. Dans son émission web Rentre dans le Cercle, le rappeur Sofiane demande à l'un de ses invités, le directeur artistique de Warner Mouss Parash, pourquoi il y a si peu de femmes dans le rap. Ce dernier répond que les rappeurs n'ont plus besoin de chanteuses de RnB car l'Auto-Tune leur permet de mieux chanter leurs refrains et qu'il n'y a eu personne avant et après Diam's. Cette réponse a été qualifiée de "sexiste" et "évasive" par le site Juste1question.
Dès les années 2010, de nouvelles rappeuses apparaissent. Shay, exemple le plus emblématique, qui n’est par ailleurs pas française mais belge, parvient à s’imposer sur la scène francophone. Shay, de son vrai nom Vanessa Lesnicki, réussit à allier un style ego-trip et des thématiques similaires à celles des rappeurs masculins tels que Booba ou Kaaris, tout en gardant un style très féminin et revendicatif, ce qui est inédit dans le rap français.
Dans son émission Rentre dans le Cercle, Sofiane a invité plusieurs femmes telles que Moon'A, Sianna, Chilla, Ladea, Leys, Caroliina, KT Gorique, Doria, Suka, Le Juiice, Soumeya et Sarahmee.